# Шумеро-аккадская мифология

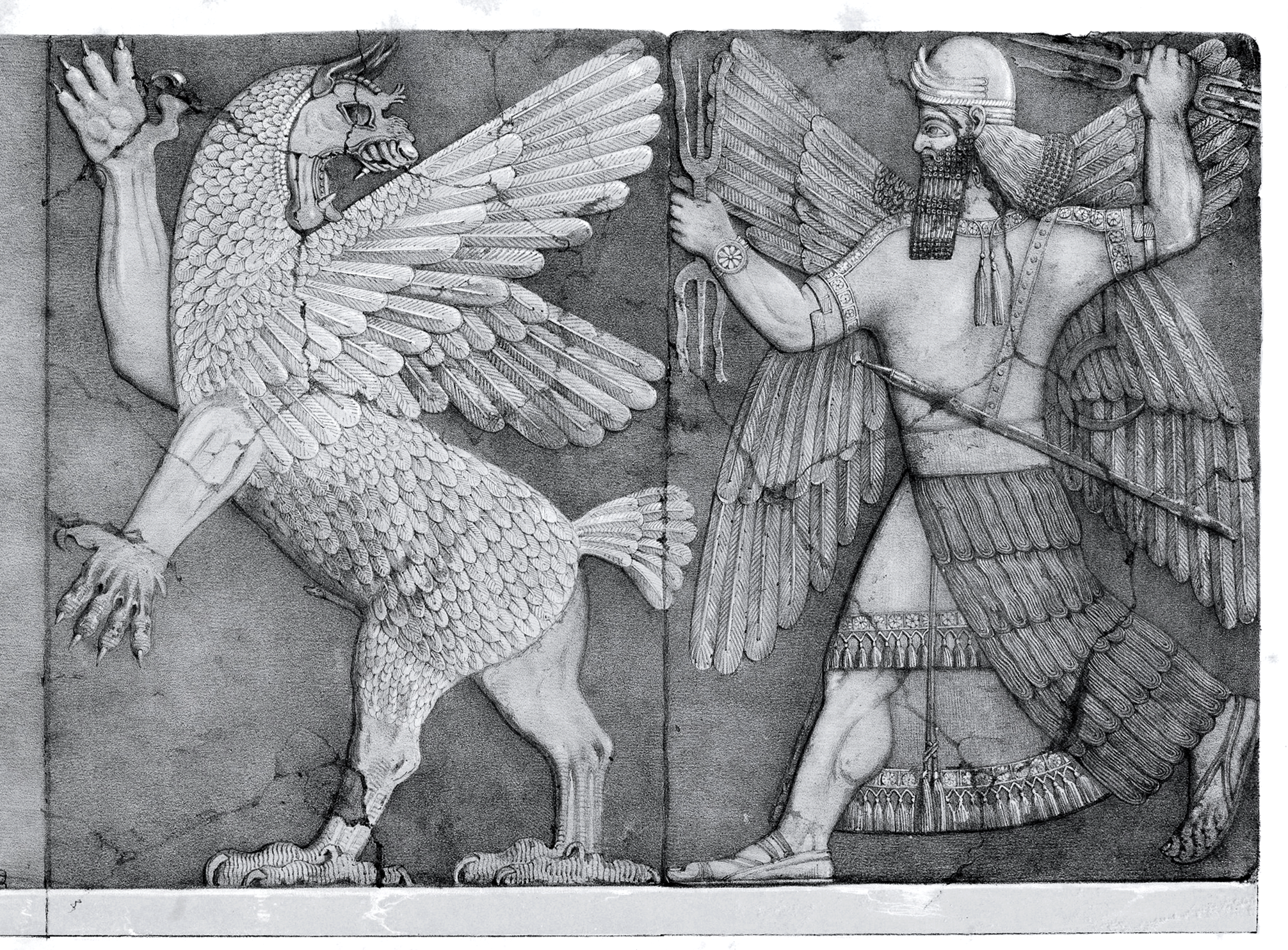
Бог Нинурта, вооружённый молниями, поражает чудовище Анзуд, похитившее Таблицы судеб. Зарисовка рельефа из храма в Кальху

Шуме́ро-акка́дская мифоло́гия — мифология населения Древней Месопотамии, говорившего на шумерском и аккадском языках. В данной статье не затрагиваются мифические представления населения Древней Месопотамии, говорившего на иных языках; для них смотрите статьи: Хурритская мифология, Западносемитская мифология и другие.

## Общие сведения

### Компоненты мифологии
Шумеро-аккадская мифология объединяла в себе следующие компоненты.
- Шумерская мифология — мифические представления шумероязычного населения Месопотамии в целом, зафиксированные в источниках на указанном языке. Включала древнейший (возможно дошумерский) пласт верований обитателей Нижней Месопотамии, мифологию южных «номов» раннединастического времени, мифологию шумерского населения Аккадского царства и Державы III династии Ура. Единство шумерской мифологии условно: каждый город-государство имел свой пантеон, собственную генеалогию важнейших богов и местные варианты мифов.
- Аккадская мифология — мифические представления аккадцев до конца III тыс. до н. э. в целом. Её истоки — в древнейших семитских верованиях; однако относительно рано эти представления подверглись сильнейшему влиянию шумерской культуры; по этой причине собственно аккадская мифология реконструируется с трудом. В широком смысле, под этим термином понимается мифология всего аккадоязычного населения Древней Месопотамии, в том числе вавилонян и древних ассирийцев.
- Вавилонская мифология — мифические представления аккадоязычного населения Вавилонского царства в целом, а со временем — всей области Нижней Месопотамии, известной в античных источниках под именем «Вавилония».
- Ассирийская мифология — мифические представления аккадоязычного населения Северной Месопотамии в целом, в первую очередь обитателей верховьев Тигра, где располагалась историческая область Ассирия.
- Мифология отдельных городов-государств — мифологические традиции отдельных городов-государств.

### Сопоставление шумерских и аккадских имён мифических персонажей, терминов, локаций
| Шумерское имя (транскрипция) | В русскоязычной литературе | Аккадское имя (транскрипция) | В русскоязычной литературе | Примечания                                                  |
| ---------------------------- | -------------------------- | ---------------------------- | -------------------------- | ----------------------------------------------------------- |
| Abzu                         | Абзу                       | Apsu                         | Апсу                       | воплощение подземного океана пресных вод                    |
| An                           | Ан                         | Anu(m)                       | Ану, Анум                  | бог неба                                                    |
| Enlil                        | Энлиль                     | Ellil                        | Эллиль                     | бог ветра, воздуха; верховное божество                      |
| Gibil                        | Гибил                      | Girra, Girru                 | Гирра                      | бог огня                                                    |
| Iškur                        | Ишкур                      | Adad, Adda, Addu             | Адад                       | бог осадков, бури                                           |
| Martu                        | Марту                      | Amurru                       | Амурру                     | бог-покровитель степей и обитавшего там населения (амореев) |

## Мифологическая картина мира
Как и в большинстве традиционных культур, мироздание имело сфероподобный образ и трёхчленную структуру. Выделялись следующие уровни:
- Верхний мир — небеса; обиталище высших богов.
- Средний мир — земля; обиталище людей.
- Иркалла — преисподняя; обиталище мёртвых, демонов, хтонических богов.

## Пантеон
Единый шумеро-аккадский пантеон — результат синкретизации многочисленных местных традиций, имевшей место в результате определённых политических событий: жрецы крупнейших держав Месопотамии, прежде всего Вавилонского царства и Державы III династии Ура вели работу по выстраиванию единой мифологической схемы. Существовала группа важнейших божеств, вероятно почитавшихся повсеместно, однако их имена и положение в божественной иерархии не всегда было одинаковым.

### Важнейшие общемесопотамские боги

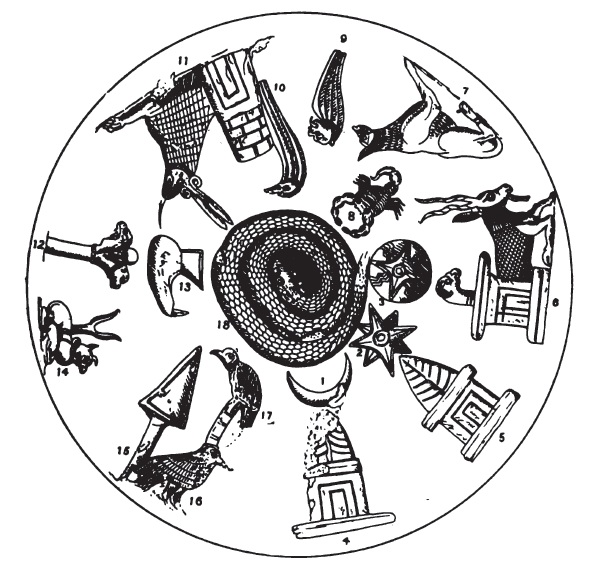
Символы божеств с кудурру Мардук-апла-иддина I: 1 — Син, 2 — Иштар, 3 — Шамаш, 4 — Ану, 5 — Энлиль, 6 — Эа, 7 — Нинкарраг (Гула), 8 — Ишхара, 9 — Нергал, 10 — Забаба, 11 — Набу, 12 — Нинурта, 13 — Нуску, 14 — Адад, 15 — Мардук, 16 — Бау, 17 — Шукамуна (касситское божество), 18 — Иштаран.

Важнейшие боги почитались в подавляющем большинстве городов; их культы уходят корнями в древнейшие этапы месопотамской истории. 
- Ан (шум. «небо»), А́ну(м) (аккад.) — бог неба; особое значение его культ имел в Уруке. Ан выступает как высшая сущность в божественной иерархии, воплощение верховной власти, космоустроитель, верховный судья, покровитель царственности, «отец богов». С увеличением культового значения города Ниппура, многие из указанных функций перешли к «первенцу Ана» — богу Энлилю; различия между функциями двух богов стирались, но в целом Ан рассматривался как пассивное верховное божество, воплощение высшей справедливости. В трёхчастной структуре мира Ан — владыка «верхнего», небесного мира; в его ведении находятся звезды и погодные явления.
- Энли́ль (шум. «Владыка дуновения (то есть воздуха)»), Э́ллиль (аккад.) — верховное деятельное божество; как и другие важнейшие боги, изначально мог быть покровителем отдельной территориальной общины, группировавшейся вокруг города Ниппура. Функции Энлиля близки к функциям Ана: он «отец богов», определяющий судьбу, верховный владыка, повелитель ветра; но в отличие от своего отца, он принимает активное участие в жизни богов и людей. В трёхчастной структуре мира Энлиль — владыка «среднего мира», мира людей. В отношении к человечеству проявляется двояко: с одной стороны, он ответственен за плодородие, является подателем урожая и благополучной, мирной жизни, с другой — это свирепый и воинственный бог бури, несущий людям стихийные бедствия. С возвышением Вавилона, большинство функций Эллиля, так же как и эпитет «бэл» (аккад. «Господь») постепенно перешли к Мардуку; в ассирийском пантеоне в роли верховного бога выступал Ашшур
- Э́нки (шум. «Владыка земли(?)», «Владыка недр(?)»), Э́а (аккад. 'Айя) — бог подземных вод, плодородия, мудрости, магического искусства; творец и космоустроитель. Изначально мог быть покровителем древнего города Эреду, где характерный культ с принесением в жертву рыб прослеживается в доисторические времена. В ведении Энки — «нижний» хтонический мир, точнее та его часть, что связана с водой; его обиталище — дворец Абзу в подземном океане пресных вод; отношение к людям — благосклонное. В генеалогической схеме этот бог обычно является сыном Ана; его жена — Дамкина, один из детей — Амаруту (Мардук)
- Ина́нна (шум.), И́штар (аккад.) — главное женское божество шумеро-аккадского пантеона; почиталась повсеместно, в том числе как единая ипостась различных женских божеств, отвечающих за плодородие (ср. «Богиня-мать»); важнейший центр — Урук. Ранние источники не дают ясной информации о функциях этого божества; в последующее же время Инанна слилась с Иштар — аккадским вариантом семитской богини-воительницы Астар, переняв часть её свойств. Комплексная основа, на которой сложился образ богини, обуславливает сложность её функций. В различных источниках Инанна фигурирует как «небесная госпожа», «владычица всех мэ» (титул высших богов), «небесная корова» (то есть подательница жизни и насущных благ), «женщина» (семантика женских божеств), «небесная блудница» (проекция эротических функций в масштабы мироздания), «умножающая людей и страны словно овец» (репродуктивная сила природы). В то же время, Инанна-Иштар воплощает и разрушительные силы; это великая воительница, сокрушающая города и страны, непревзойдённая в битвах. Культ этой богини был также связан с понятием «Священного брака» и практикой культовой проституции. Указания на положение Иштар в божественной генеалогии противоречивы. Астрономическим воплощением являлась планета Венера. С возвышением Вавилона часть функций Иштар совпадала с функциями Царпанит — божественной супруги Мардука.
- Ма́рдук (аккад.), Ама́руту (шум. «Телец Уту?») — изначально бог-покровитель общины с центром в городе Вавилоне, один из младших богов (игигов). С возвышением Вавилона в начале II тыс. до н. э. возрастает и значение Мардука. В процессе эволюции его образ впитал черты других важнейших культов, прежде всего Эллиля, Эа, Шамаша и др; вследствие этого образ Мардука сложен. В источниках он описывается как «владыка богов» (глава пантеона), космоустроитель, божественный воитель, герой, ответственный за плодородие, «отец людского рода», бог мудрости, врачевания, магического искусства, покровитель ирригации, податель мира и благополучия. В отличие от многих ранних божеств, образ Мардука не имеет выраженных черт амбивалентности: Мардук благосклонен к людям, а войны и бедствия обычно трактуются как следствие существования иных сил, действующих в его отсутствие. В нововавилонское время культ этого бога достиг апогея: в пантеоне равных ему персонажей не было, он воспринимался как владыка Вселенной. В то же время, постепенная ассимиляция других культов привела к попыткам монотеистической трактовки образа Мардука, в соответствии с которой все прочие боги являлись его ипостасями. Астрономический аспект — планета Юпитер.
- А́шшур (аккад.?) — изначально бог-покровитель общины с центром в одноимённом городе; с расширением Ассирийского царства — главный бог пантеона этой страны. Эволюция образа Ашшура сходна с эволюцией Мардука; здесь имело место восприятие свойств важнейших месопотамских божеств — Энлиля, Эа, Шамаша и др. Фактически, он был местной версией вавилонского бога: в ассирийском варианте эпоса «Энума элиш» имя Мардука заменено на имя Ашшура. Культ этого бога имел особое идеологическое значение: ассирийский царь считался верховным жрецом Ашшура. После уничтожения Ассирийского государства культ Ашшура некоторое время продолжал сохраняться; в источниках отсылки к «ашшуризму» местных жителей встречаются вплоть до III в. н. э..
- На́нна(р) (шум.), Зуэ́н (шум. «владыка знаний»), Син (аккад.) — лунный бог, особенно почитавшийся в Уре. Его культ имел важное идеологическое значение в Шумеро-Аккадском царстве, верховной жрицей Нанны была дочь царя. В божественной генеалогии он обычно рассматривается как «первенец Энлиля»; его мать — Нинлиль, жена — Нингаль, сын — Уту (Шамаш). В источниках Нанна назван «лучезарным», «Тельцом Энлиля» (имеется в виду «рогатость» месяца), «ладьёй» (другая отсылка к форме светила). Как и другие божества-покровители общин, Нанна был ответственен за плодородие и благополучие природы и людей. Функция плодородия порой была связана с менструальным циклом (из-за связи луны с месячным отрезком времени), а также с особым благоволением к крупному рогатому скоту (ср. «рогатость» месяца). Кроме того, в ведение Нанны входило также определение судьбы живых (в этой роли он выступал как советник Энлиля), и мёртвых (во время новолуния, когда он спускался в подземное царство). Различия в именах бога обуславливались сменой фаз луны: Нанна — это полная луна, Зуэн — полумесяц, Ашимбаббар — молодой серп луны. В аккадском языке имя Зуэн (Суэн) в результате стяжения получило форму Син. В вавилонской и ассирийской традиции Син рассматривался также как бог-целитель и прорицатель. После потери Древней Месопотамией политической самостоятельности культ Сина продолжал какое-то время бытовать в среде местных жителей, пока не был вытеснен другими религиозными традициями.
- «Богиня-мать» — условное обозначение ряда женских божеств (преимущественно шумерского пантеона) со схожими функциями, но почитаемых под разными именами в разных городах. В их числе: Нинхурсаг (шум. "Владычица лесистой горы"), Нинмах (шум. "Великая госпожа"), Дингирмах (шум. "Великая богиня"), Ки (шум. "земля") и др. Характер этих богинь восходит к древнейшим верованиям населения Ближнего Востока. Впоследствии большинство из них стало рассматриваться как различные испостаси Иштар.
- Ша́маш (аккад. «солнце»), Уту́ (шум. «солнце») — бог солнца, воплощение благотворных сил солнечного света. Шумерский Уту — сын Нанны, что отражало представления о том что день — порождение ночи; его культовый центр — Ларса. Аккадский Шамаш изначально мог быть женским божеством; его важнейший культовый центр находился в Сиппаре. Роль этого бога на ранних этапах месопотамской истории была менее значимой, чем роль упомянутых выше божеств; однако со временем Шамаш стал рассматриваться как один из великих богов, «бог неба и земли», воплощение справедливости, судья живых (в полдень, в зените) и мёртвых (ночью, когда спускается в подземный мир), воитель, изгоняющий злобных демонов, податель благополучия и долголетия.
- А́дад (аккад.), Ишкур (шум.) — бог грозы и сильного ветра. Шумерский Ишкур являлся главным богом города Каркара (местоположение неясно), отвечавшим за плодородие этой местности; в мифах он выступает как второстепенное божество, сын Энлиля (или Ана), бог-воитель, «восседающий верхом на буре», «ревущий ветер», а также как смотритель каналов. Аккадский Адад приобрёл большое значение в Ассирии, где был связан с царской властью, а также с искусством прорицания.
- Думузи́ (шум. "Истинный сын"), часто используется древнееврейская или арамейская форма этого имени Таммуз. Божество умирающей и воскресающей природы (смены времён года); его культовыми центрами были Куллаб (один из округов Урука) и Бад-тибира. Функции были близки к функциям схожих ближневосточных божеств таких как Адон(ис), Телепин, отчасти Осирис др.).
- Хтонические божества — владыки «нижнего», подземного мира, населённого демонами и душами мёртвых людей. Сведения об этой группе божеств отрывочны, противоречивы и как правило зависят от особенностей местной традиции. Во главе «Страны, откуда нет возврата» стояло божество с эпитетом nè-eri-gal; в разных традициях в этой роли выступали: Эрешкигаль (злобная сестра Инанны), Ниназу (сын Эрешкигаль), Гирра (бог огня), Эрра (бог чумы), Месламта-эа и др. В аккадской традиции титул nè-eri-gal эволюционировал в имя бога Не́ргала — владыки преисподней, бога-воителя, насылающего эпидемии, но также и астрального божества, олицетворения планеты Марс и при этом бога плодородия. На межевых камнях кудурру, где высекались символы божеств, в области, предназначенной для нижнего мира порой изображался бог Нингишзида, точнее его символ — рогатая змея; хтонические черты имелись в образе Тиамат (воплощение первичного океана-хаоса), Ишхары (олицетворение созвездия Скорпиона) и др. В целом, боги этой группы имели амбивалентные функции: семантика земли была связана как со смертью, так и с плодородием.
- Боги-воители — группа божеств, сражающихся с многочисленными врагами или чудовищами. Наиболее известны: Нинурта — (изначально бог-покровитель Дильбата(?); особенно почитался в Ассирии), Нингирсу (изначально бог-покровитель Гирсу; почитался в государстве Лагаш), Забаба (бог-покровитель Киша), Тишпак (покровитель Эшнунны, победитель чудовища Лаббу), Пабильсаг (ипостась Нинурты; воплощение созвездия Стрельца) и др. Черты воителя часто были присущи важнейшим богам: Энлилю, Мардуку, Ашшуру, Иштар, Шамашу и др.

### Боги-покровители отдельных общин
Покровители отдельных общин — изначально представляли собой местных верховных божеств, ответственных за плодородие земли и общее благополучие местных жителей. Позднее их функции специализировались.
| Город        | Божество-покровитель | Главный храм                | Примечания                                                                                      |
| ------------ | -------------------- | --------------------------- | ----------------------------------------------------------------------------------------------- |
| Ашшур        | Ашшур                | Э-Ашшур/Эхурсаггалькуркурра |                                                                                                 |
| Бад-тибира   | Думузи               | Эмушкаламма                 | Со временем Думузи сменил Лулаль                                                                |
| Борсиппа     | Набу                 | Эзида                       | Божество западносемитского происхождения; сын Мардука, покровитель писцового искусства          |
| Вавилон      | Мардук               | Эсагила                     |                                                                                                 |
| Дер          | Иштаран              | Эдимгалькалама              | Бог-врачеватель, божественный судья                                                             |
| Дильбат      | Ураш                 | Эимбиану                    | Богиня (ипостась Ки) или же бог; впоследствии верховным покровителем считался Нинурта           |
| Исин         | Нин-И(н)сина         | Эугира                      | Одна из ипостасей богини врачевания Гулы                                                        |
| Кеш          | Нинхурсаг            | Уршабба                     |                                                                                                 |
| Киш          | Забаба               | Эдуб                        |                                                                                                 |
| Куту         | Месламта-эа          | Эмеслам                     | Хтонический бог; с конца III тыс. до н. э. отождествлялся с Нергалом                            |
| Ларса        | Уту                  | Эбаббар                     |                                                                                                 |
| Марад        | Лугальмарада         | Эигикалама                  |                                                                                                 |
| Ниппур       | Энлиль               | Экур                        |                                                                                                 |
| Сиппар       | Шамаш                | Эбаббар                     |                                                                                                 |
| Терка        | Даган (Оанн)         | Экисига                     | Семитский бог осадков; в западносемитском мире известен под именем «Дагон»                      |
| Умма         | Шара                 | Эмах                        | Бог-воитель, сын Инанны                                                                         |
| Ур           | Нанна                | Экишнугаль/Эгишнугаль       |                                                                                                 |
| Урук: Куллаб | Ан                   | Э-Ан(?), «Белый храм»(?)    |                                                                                                 |
| Урук: Эанна  | Инанна               | Э-Инанна                    |                                                                                                 |
| Эреду        | Энки                 | Эабзу/Ээнгурра/Эунир        |                                                                                                 |
| Эшнунна      | Ниназу               | Эсикиль                     | Бог врачевания и воитель; с аккадского времени покровителем Эшнунны считался бог-воитель Тишпак |

## Важнейшие мифы

### Мифы о сотворении и обустройстве мира

#### Энки и Нинхурсаг
«Э́нки и Нинхурса́г» — шумерский миф, дошедший в табличках эпохи III династии Ура и старовавилонского периода; запутанный, туманный характер повествования обуславливает трудности перевода и многообразие интерпретаций. Действие происходит в некоем мифическом, «изначальном» месте — стране или городе Дильмун, где не существует старости, болезней, «лев не убивает», «волк не поедает ягнёнка», но где также нет и пресной воды. Богиня-мать, выступающая здесь под различными именами, просит Энки достать воды. Энки создаёт реки и каналы, при помощи солнечного бога Уда (Уту) наполняет их пресной водой из земных глубин; создаются также пристани, ирригационные сооружения; Дильмун обустраивается. Богиня Нинтуд, «мать Страны» и Энки создают болота, где бог соединяется с Дамгальнуной/Нинсикиль; последняя рождает богиню Нинму. От связи Энки с Нинму рождается Нинкурра (богиня [подземной?] страны); от связи Энки с Нинкуррой — Утту (божество растительности). Нинхурсаг советует Утту уклониться от связи с богом. Чтобы добиться расположения Утту, Энки распространяет воды в колодцы засушливых земель, что наполняет сады плодами. Энки преподносит садовые плоды в дар Утту и та уступает. Нинхурсаг изымает или преобразует семя Энки, взращивая из него восемь растений (соответствующих восьми группам растений). Захотев познать эти растения и определить их судьбу, Энки съедает их одно за другим, чем вызывает гнев и проклятия со стороны Нинхурсаг. Болезни поражают восемь частей тела бога и он начинает умирать. По просьбе лисы Нинхурсаг сменяет гнев на милость и возвращает Энки здоровье; она создаёт восемь божеств, при рождении каждого из которых исцеляется одна из частей тела бога. Нинхурсаг определяет судьбу для этих богов: Абба становится богом растительности, Нинсикила — покровителем Магана, Нинкируту — супругой Ниназу, Нинкаси — божеством-исполнителем желаний, Нази — супругою Умун-Дары, Азимуа — супругою Нингишзиды, Нинти — владычицей месяцев, Энсаг — покровителем Дильмуна.

#### Энума элиш
«Эну́ма э́лиш» (аккад. Enūma elis — Когда наверху) — пространный вавилонский космогонический миф, описывающий возвышение Мардука из ранга младших богов, его борьбу с Тиамат — воплощением первобытного Хаоса, а также последующее обустройство мира. Сказание было сложено, вероятно, в эпоху II династии Исина (около XII века до н. э.) с целью обоснования верховенства Мардука в вавилонском пантеоне, для чего были переработаны шумерские предания, прежде всего об Энлиле и Нинурте. Значительную часть повествования занимает прославление Мардука и его города Вавилона, но главную роль играет именно космогоническая канва. Текст сохранился в новоассирийских и нововавилонских табличках из Ашшура, Ниневии, Киша и Урука.

### Мифы, связанные с годичным циклом

#### Нисхождение Инанны в нижний мир
«Нисхожде́ние Ина́нны в ни́жний мир» (шум. an.gal.ta ki.gal.šè — С Великих Небес к Великим Недрам [Инанна помыслы обратила]) — пространный текст на шумерском языке, повествующий о попытке Инанны распространить свою власть на нижний (хтонический) мир, а также о судьбе Думузи, жениха богини.
Инанна покидает небо и землю, оставляет посвящённые ей храмы Шумера, забирает принадлежащие ей мэ и в торжественном облачении с регалиями уходит в «земное нутро». Опасаясь не вернуться, перед уходом Инанна наказывает своему посланцу Ниншубуру: по прошествии трёх дней и ночей обойти в трауре все храмы и в Экуре умолять Энлиля не дать ей погибнуть; если Энлиль откажет, идти в Ур, в Экишнугаль к Нанне, если и тот откажет — к мудрому Энки в Эреду. Инанна прибыла к воротам дворца Ганзир — обиталища богов нижнего мира, где её встречает стражник Нети. Инанна говорит удивлённому стражнику что она пришла, чтобы участвовать в отправлении ритуала по умершему Гугаланне, муже Эрешкигаль, владычицы нижнего мира и сестры Инанны. Нети докладывает испуганной Эрешкигаль о прибытии Инанны, после чего впускает богиню в «Страну без возврата». Но могуществу Инанны оказываются неподвластны законы нижнего мира; пройдя через семь врат дворца Ганзир богиня лишается каждой из своих семи сил и предстаёт перед Эрешкигаль обнажённой. Попытка Инанны захватить трон сестры оказывается неудачной и семь ануннаков — судий подземного мира обрекают богиню на смерть; Эрешкигаль обращает Инанну в труп и вешает на крюк. По прошествии трёх дней и ночей Ниншубур делает всё как наказывала его госпожа; Энлиль и Нанна отказывают посланнику, полагая что Инанна захотела слишком много власти и потому сама виновата в случившемся, что законы подземного мира всесильны и что никто не вступится за богиню; и только Энки изъявляет готовность помочь. Из земли из под своих ногтей Энки создаёт двух персонажей — кургара (шум. kur.gar.ra) и галатура (шум. gala.tur.ra), даёт им «траву жизни» и «воду жизни» и отправляет к воротам подземной страны. Персонажи видят Эрешкигаль, которая мучится от родовых(?) болей и, ведя «эхом» с ней диалог, «выторговывают» тело Инанны. После этого, с помощью «воды» и «травы жизни» они оживляют богиню. Однако ануннаки хватают богиню и говорят, что та сможет покинуть «Страну без возврата» только если найдёт себе замену. В окружении полчищ демонов-галла Инанна выходит через семь ворот нижнего мира, попутно возвращая своё облачение и инсигнии. Первым на их пути появляется одетый в лохмотья Ниншубур, которого демоны уже готовы схватить, но Инанна препятствует им; то же происходит в Умме с опечаленным местным богом Шарой и в Бад-тибире с горюющим Улулем. Наконец, процессия достигает Куллаба (округ Урука), где встречает Думузи, который, вместо траура, восседает в роскошной одежде на блистательном троне. В гневе Инанна приказывает демонам схватить его, но Думузи взывает к солнечному Уту, брату Инанны, говоря что та по собственной воле ушла в подземный мир, а теперь хочет вместо себя отправить туда Думузи. Уту внимает просьбе героя и превращает его в ящерицу, что позволяет последнему бежать от демонов, однако те продолжают гнаться за Думузи. Далее текст повреждён и частично восстанавливается другим источником — «Сон Думузи»: в этом месте, возможно, идёт описание других попыток героя скрыться от демонов, для чего он принимает иные обличья, прячется у своей сестры Гештинанны; демоны пытают Гештинанну и находят Думузи; Гештинанна готова пойти в нижний мир вместо брата. Далее продолжается текст изначальной поэмы. Инанна печалится об уходе Думузи и решает, что только половину года её возлюбленный будет проводить в нижнем мире, а другую половину вместо него там будет находиться Гештинанна.
Текст заканчивается восхвалением «светлой Инанны» и «светлой Эрешкигаль».

### Миф о герое Этане
«Миф об Эта́не» — аккадский миф, повествующий о деяниях Этана — легендарного царя I династии Киша. Самая ранняя версия датируется старовавилонским временем; сохранились также средне- и новоассирийская версии; последняя — наиболее полная.
В прологе к мифу повествуется о сотворении города Киша игигами и ануннаками. Город создан, но в нём нет царя; Иштар ищет того, кто бы мог занять трон, Энлиль находит Этану.
Далее следует лакуна в 120 строк. У большого дерева, что росло у истока реки, орёл и змей обустроили свои гнёзда. Орёл предложил змею дружбу, но, поскольку тот не доверял птице, орёл решил скрепить её совместной клятвой перед лицом Шамаша. Друзья договорились делить пополам всю ту пищу, что они добудут охотой. Всё шло хорошо, их потомство росло, но однажды орёл задумал съесть детей змея. Один из птенцов сказал родителю, что тот задумал греховное дело, но орёл ответил, что он связан лишь небесами и вершинами деревьев, после чего склевал змеёнышей. Когда вечером змей вернулся и увидел пустое гнездо, он воззвал к Шамашу. Услышав мольбу, солнечный бог рассказал змею как заманить врага в ловушку: нужно убить быка и спрятаться в его теле. Когда орёл увидел быка, он, несмотря на предостережения умного сына, с жадностью набросился на тушу; змей ухватился за орла и стал выщипывать ему перья, после чего сбросил искалеченную птицу в глубокую яму. Мольбы к змею и Шамашу оказались безрезультатными; солнечный бог лишь отметил, что орлу суждена кара за то зло, что он совершил. Вместе с тем, Шамаш открыл птице, что пошлёт человека, который должен помочь.
Тем временем Этана, царь Киша, до сих пор не имеет наследника. Он каждый день молит Шамаша, напоминая о щедрых жертвах, регулярно приносимых богу. Этана просит Шамаша открыть ему «траву рождения» и бог, наконец, указывает царю на орла. Этана находит угасающую птицу в глубокой яме и выхаживает её в течение семи месяцев; по истечении этого срока орёл восстанавливает свои силы и выбирается из ямы. Текст продолжается после лакуны. Орёл спрашивает, как он может отблагодарить Этану. Царь говорит про «траву рождения» и орёл отправляется в горы на её поиски, однако не находит. Тогда он вызывается слетать на небо, чтобы обратиться к самой Иштар, владычице рождения. Этана садится на спину орла и, ухватившись руками за перья, поднимается ввысь. От вида уменьшающейся земли у царя кружится голова и он падает вниз; однако орёл подхватывает Этану, не позволяя тому разбиться. Далее следует повреждённый фрагмент. Попытка не удалась; Этана возвращается в Киш, где он вместе с женой продолжает думать о «траве рождения». Этана рассказывает свой сон, в котором он вместе с орлом преодолевает врата великих богов и в доме с открытыми окнами видит деву на троне с венцом на голове. Рычащие львы, что лежат у ног девы, бросаются на Этану и тот просыпается. Орёл растолковывает значение сна и предлагает Этане вновь слетать на небеса. На этот раз царь прочно привязывает себя к гигантской птице и они взлетают. Поднявшись на небеса они минуют врата Сина, Шамаша, Адада и Иштар, после чего текст обрывается. Судя по всему, «трава рождения» всё-таки была получена: в последующих разрозненных фрагментах упоминается жена царя и их сын Балих, а также смерть самого Этаны (вероятно ставшая расплатой за некое деяние).

### Мифы о героях Гильгамеше и Энкиду

#### Эпос о Гильгамеше
«Э́пос о Гильгаме́ше», или поэма «О всё видавшем» (аккад. ša nagba imuru) — одно из старейших сохранившихся литературных произведений в мире, самое крупное произведение, написанное клинописью, одно из величайших произведений литературы Древнего Востока. «Эпос» создавался на аккадском языке на основании шумерских сказаний на протяжении полутора тысяч лет, начиная с XVIII—XVII веков до н. э. Его наиболее полная версия была обнаружена в середине XIX века при раскопках клинописной библиотеки царя Ашшурбанипала в Ниневии. Она была записана на 12 шестиколонных табличках мелкой клинописью, включала около 3 тысяч стихов и была датирована VII веком до н. э. Также в XX веке были найдены фрагменты других версий эпоса, в том числе и на хурритском и хеттском языках.
Главными героями эпоса являются Гильгамеш и Энкиду, о которых также дошли отдельные песни на шумерском языке, некоторые из них были созданы ещё в конце первой половины III тысячелетия до н. э. У героев был один и тот же противник — Хумбаба (Хувава), охраняющий священные кедры. За их подвигами следят боги, которые в шумерских песнях носят шумерские имена, а в эпосе о Гильгамеше — аккадские. Однако в шумерских песнях отсутствует связующий стержень, найденный аккадским поэтом. Сила характера аккадского Гильгамеша, величие его души — не во внешних проявлениях, а в отношениях с человеком Энкиду. «Эпос о Гильгамеше» — это гимн дружбе, которая не просто способствует преодолению внешних препятствий, но преображает, облагораживает.
Также в эпосе отражены многие взгляды философии того времени на окружающий мир (элементы космогонии, история о «Большом потопе» в поздней редакции), этику, место и судьбу человека (поиски бессмертия). Во многом «Эпос о Гильгамеше» сравнивают с произведениями Гомера — «Илиадой», которой он старше на тысячу лет, и «Одиссеей».

#### Гильгамеш и Агга
«Гильгаме́ш и А́гга» (шум. lú.kin.gi4.ra — Человек [то есть правитель] Шумера) — шумерский текст, дошедший в записи времён III династии Ура. В отличие от других сказаний о Гильгамеше, здесь мифологическая канва ещё слабо представлена, на первом месте стоит описание политических реалий: военного конфликта, торговых связей, дипломатических отношений.
Послы Агги, сына Эн-Мебарагеси прибывают из Киша в Урук (вероятно с целью направить урукцев на работы в Киш). Урукский правитель Бильгамес/Гильгамеш обращается к старейшинам за советом: такие работы нужны в землях самого Урука, а потому стоит ли подчиниться Кишу? Старейшины подтверждают что работы нужны, но при этом полагают что Кишу следует подчиниться. Уповая на помощь богини Инанны, Гильгамеш повторно задаёт вопрос старейшинам, на этот раз в присутствии рядовых граждан Урука; созванное таким образом народное собрание решает: старейшины могут подчиниться, но стоит ли это делать рядовым гражданам? Далее следует описание Урука: город, его главный храм Эанна и великая стена основаны самими богами. Гильгамеш распоряжается готовить оружие к предстоящей битве. Агга прибывает с войском спустя несколько дней и приступает к осаде Урука. Для переговоров с Аггой отправляется доброволец — царский стражник Бирхур-тура. Он выходит за городские ворота, враги схватывают его и избивают, после чего приводят к Агге. Во время разговора один из урукских офицеров взбирается на стену; Агга видит его и спрашивает Бирхур-туру: «Раб, это твой царь?». Стражник отвечает отрицательно и с восхищением описывает Гильгамеша, говоря также о том, что тот возьмёт Аггу в плен прямо среди войска. Кишцы избивают Бирхур-туру; из городских ворот выходит Энкиду, а на стену поднимается сам Гильгамеш. На вопрос Агги Энкиду отвечает утвердительно: «Да, это мой царь», после чего повторяет слова Бирхур-туры. Текст в этом месте сильно фрагментирован. Вероятно, что с помощью посланцев и какой-то уловки Гильгамеш отвлекает внимание осаждающих, а сам тем временем схватывает Аггу. Граждане Урука славят своего царя. Гильгамеш вспоминает о некоем хорошем деянии, совершённом Аггой, в благодарность за это прощает противника и отпускает его в Киш.

#### Гильгамеш и Гора Бессмертного
«Гильгаме́ш и Гора́ Бессме́ртного» (шум. en.e.kur.lú.ti.la.šè — Жрец к «Горе Бессмертного» [обратил помыслы]) — шумерский текст. Указанное название — перевод В. К. Афанасьевой; в ранних публикациях присутствует заголовок, данный С. Крамером: «Гильгаме́ш и страна́ живу́щего»; используются также названия: «Гильгаме́ш и Кедро́вый лес», «Гильгаме́ш и Хува́ва».

#### Гильгамеш и небесный бык
«Гильгаме́ш и небе́сный бык» — шумерский миф, дошедший в небольших фрагментах из Ниппура и Ме-Турана; древнейшая версия записана при III династии Ура. Сюжет в общих чертах близок к соответствующей части позднего «Эпоса о Гильгамеше» (Таблица VI). Богиня Инанна впечатлена великими победами Бильгамеса/Гильгамеша и предлагает ему стать её мужем. Но в отличие от других эпических правителей Урука, Гильгамеш пренебрежительно отвергает предложение. Разгневанная Инанна посылает гигантского небесного быка, который должен отомстить за нанесённое оскорбление. Однако Гильгамеш убивает чудовище, а олицетворением последнего отныне становится созвездие Тельца.

#### Гильгамеш, Энкиду и нижний мир
«Гильгаме́ш, Энки́ду и ни́жний мир» — шумерский источник, состоящий из двух частей: «Гильгаме́ш и де́рево хулу́ппу» и «Энкиду и подземный мир».

#### Смерть Гильгамеша
«Сме́рть Гильгаме́ша» — шумерский текст.